# Tomasz Żółkiewski
Tomasz Żółkiewski herbu Lubicz – chorąży chełmski w latach 1558–1566.
Poseł na sejm warszawski 1563/1564 roku z ziemi chełmskiej. Poseł na sejm parczewski 1564 roku z województwa ruskiego.